# Альхадиф, Заки
Ицхак (За́ки) Альхадиф (ивр. יצחק זאכי אלחדיף‎; 25 декабря 1890, Тверия — 27 октября 1938, там же) — муниципальный деятель подмандатной Палестины, мэр Тверии с 1923 года. Убит в ходе арабских волнений 1936—1939 годов.

## Биография
Заки Альхадиф родился в 1890 году в Тверии во влиятельной семье сефардских евреев. Его предки возводили свою родословную к евреям Испании, которые после изгнания осели на Родосе, а оттуда перебрались в Землю Израильскую в 1740 году. Его отец Хаим Альхадиф возглавлял иешиву, а дед по отцовской линии, Аарон, был главным раввином города. Заки получил традиционное еврейское образование сначала в хедере, а затем в возглавляемой его отцом иешиве. Кроме того, он также учился в общеобразовательной школе Всемирного еврейского союза и у частных преподавателей.
С 1911 года Заки Альхадиф вёл торговые дела, четыре года проведя в Бейт-Шеане. Находясь в этом городе, молодой Альхадиф приобрёл настолько хорошую репутацию благодаря своим деловым качествам, уму и честности, что возглавил еврейскую общину Бейт-Шеана. В эти же годы он женился на Эстер, дочери хахама Иехуды Коэна.
Когда в годы мировой войны османские власти Палестины депортировали евреев из Иудеи и прибрежных районов страны, Альхадиф, вернувшийся в Тверию, руководил оказанием помощи депортированным. В 1920 году на пост градоначальника Тверии был избран Хосни-эфенди Захауи, представитель местной влиятельной арабской семьи. Заки Альхадиф стал одним из четырёх еврейских членов городского совета и занял пост заместителя мэра. Когда в 1923 году Захауи, пойманный на мошенничестве, был отправлен в отставку и встал вопрос о новом мэре, лидеры арабской общины Тверии поддержали кандидатуру Альхадифа, который занял этот пост в возрасте 33 лет.
На посту мэра Тверии Альхадиф заботился о развитии и модернизации еврейских кварталов города, одновременно не забывая об интересах арабской общины. В годы его руководства Тверия стала привлекательным местом для туристов; были заасфальтированы первые улицы, проведены водопровод и электричество (первая насосная станция, качающая воду из Тивериадского озера, была запущена в 1927 году), построены новые кварталы (в том числе престижный район Кирьят-Шмуэль), новые большие гостиницы, приобрёл популярность курорт Хамей-Тверия, развитием которого занялась еврейская компания, на берегу Тивериадского озера началось строительство прогулочной набережной. Значительная часть работ по благоустройству города была проведена в течение двух лет после большого наводнения 1934 года; в рамках этих работ были расширены городские улицы, что позволило улучшить сток воды в озеро в сезон дождей. Альхадиф также приобретал на собственные деньги земли рядом с Тверией для Еврейского национального фонда, и в 1930 году на этих землях был основан кибуц Тверия (большинство членов которого позже перебрались в кибуц Кфар-Гилади). Альхадиф активно сотрудничал с Гистадрутом в целях претворения в жизнь проекта еврейского трудоустройства в Палестине, содействуя в привлечении евреев-строителей в обновлении Тверии.
От британских властей, впечатлённых его успехами на посту градоначальника, Альхадиф получил почётную степень магистра делового администрирования. У еврейского мэра также сложились хорошие отношения с престарелым муфтием Тверии. В 1929 году, в дни арабских волнений в Палестине, Альхадиф и лидеры арабской общины Тверии подписали совместное воззвание к арабским и еврейским жителям города соблюдать порядок (сам Заки в эти дни попал в центр беспорядков в Хайфе и спасся лишь случайно, с помощью незнакомого юноши). Спокойствие и добрососедские отношения между двумя этническими общинами удалось сохранять до начала волнений 1936—1939 годов, однако эти беспорядки не обошли Тверию: в начале октября 1938 года в погроме были убиты 19 городских евреев. 

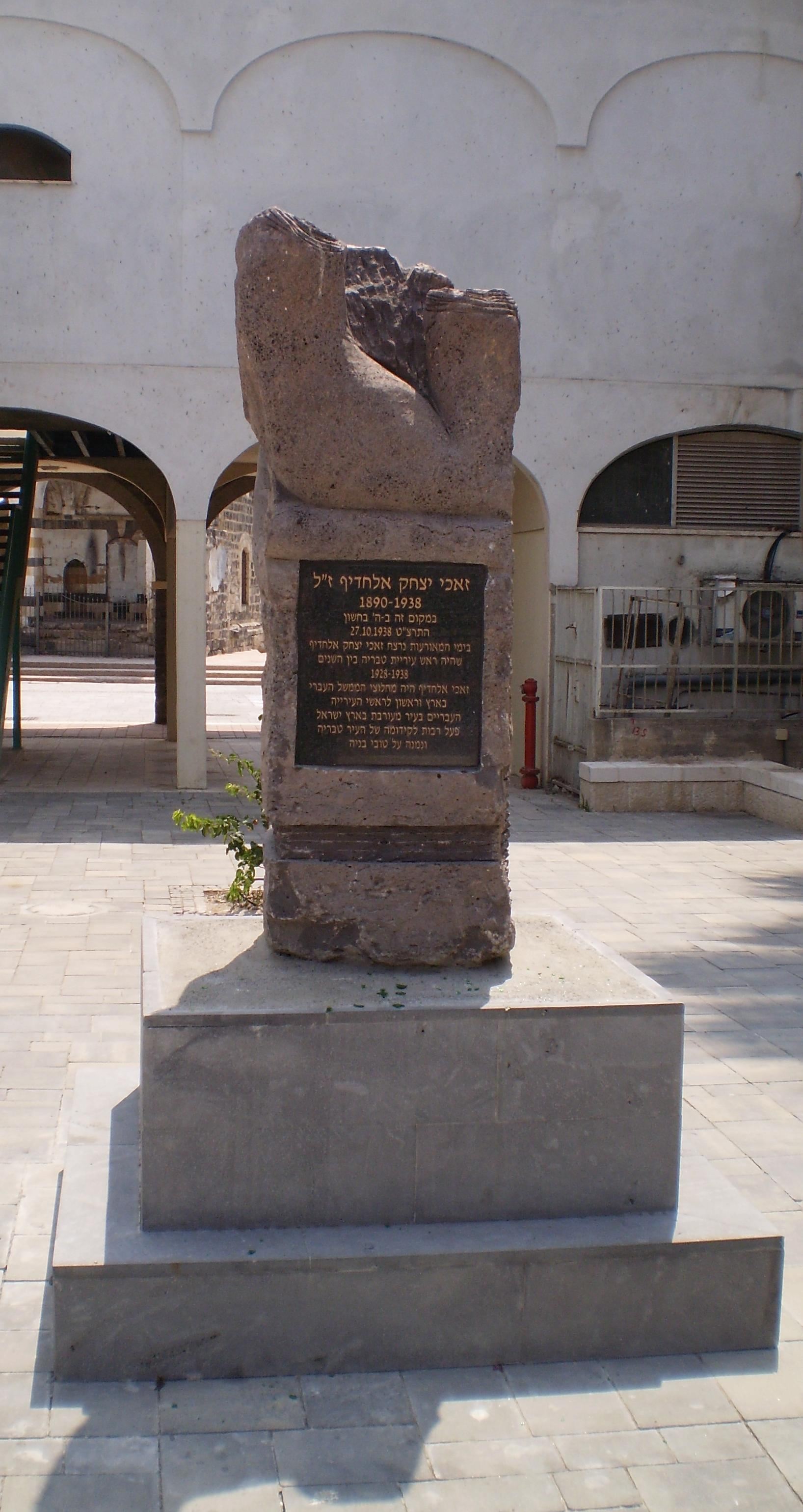
Памятник Заки Альхадифу в Тверии

Ухудшение обстановки заставило активистов «Хаганы» разработать для Альхадифа безопасный маршрут от гостиницы, где он проживал, до мэрии, но тот отказался им пользоваться. Отказывался он и от предложенных ему телохранителей. Спустя несколько недель сын владельца арабского ресторана вблизи от мэрии выстрелил в Альхадифа в упор. Смертельно раненый мэр скончался через два дня, 27 октября 1938 года в возрасте 48 лет. Его убийца был позже схвачен британскими властями и приговорён к смерти.
После создания Израиля на месте убийства Заки Альхадифа был установлен памятник. К 70-й годовщине убийства был создан новый памятник, авторами которого стали художник Ури Мазар и скульптор Юваль Лупин. Памятник, выполненный из чёрного базальта, изображает сломанный ствол дерева, символизируя преждевременно оборвавшуюся жизнь Альхадифа.